# Iglesia de San José (Haifa)
La Iglesia de San José (en hebreo: כנסיית יוסף הקדוש; en latín: Ecclesia Sancti Josephi) es el nombre que recibe un edificio religioso que está afiliado a la Iglesia católica y es administrado por la Orden de los Carmelitas, que se encuentra en la Colonia Alemana de Haifa al norte de Israel, al lado de la iglesia dedicada a San José, que se encuentra una escuela y oficinas vinculadas a la iglesia.
La primera iglesia católica de rito latino fue la dedicada al Profeta Elías en la Plaza Hamra. Fue inaugurada en 1867 y podría dar cabida a 400 fieles. En la Guerra de Independencia el templo sufrió daños, y los frailes carmelitas establecieron en su edificio de la escuela salesiana en centro de la ciudad. En los años concuenta del siglo XX la Comunidad consiguió recaudar suficiente dinero para la construcción de una nueva iglesia, que fue diseñada por el arquitecto italiano Antonio Barluzzi, siendo inaugurada en 1961, un año después de su muerte. La iglesia de San José es el último edificio proyectado por Barluzzi en la Tierra Santa.

## Véase también

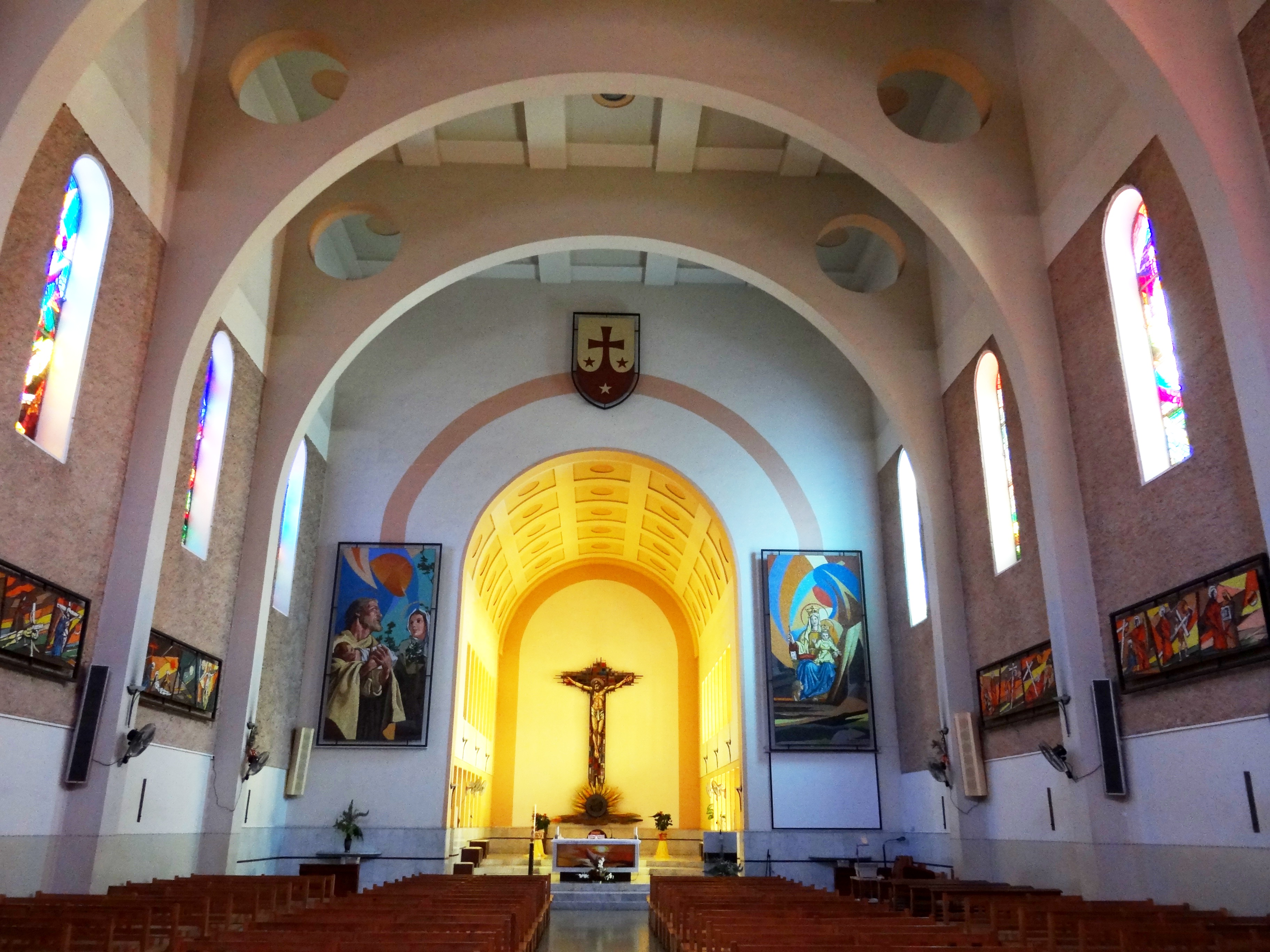
Vista Interna